# Titularerzbistum Beroë
Beroë (ital.: Beroe) ist ein Titularerzbistum der römisch-katholischen Kirche. 
Der antike Bischofssitz befand sich in der historischen Landschaft in der gleichnamigen antiken Stadt (heute Stara Sagora) und liegt im heutigen Bulgarien. 
| Titularerzbischöfe von Beroë |                              |                                                                                       |                    |                   |
| Nr.                          | Name                         | Amt                                                                                   | von                | bis               |
| 1                            | Felix Samuel Rodota          |                                                                                       | 17. September 1735 | 15. Oktober 1740  |
| 2                            | José Miralles y Sbert        | emeritierter Bischof von Mallorca (Spanien)                                           | 13. März 1930      | 23. Dezember 1947 |
| 3                            | Pio Leonardo Navarra OFMConv | emeritierter Bischof von Terracina, Priverno und Sezze (Italien)                      | 2. Februar 1951    | 29. Januar 1954   |
| 4                            | Constantine Bohachevsky      | Erzbischof der Erzeparchie Philadelphia für die vereinigten Staaten von Amerika (USA) | 5. April 1954      | 10. Juli 1958     |
| 5                            | Victor Sartre SJ             | emeritierter Erzbischof von Tananarive (Madagaskar)                                   | 12. Januar 1960    | 13. Oktober 2000  |